# КСР-2
КСР-2 (изделие 085, по классификации НАТО AS-5 Kelt) — советская крылатая ракета воздушного базирования комплекса К-16, разрабатывалась в качестве замены противокорабельных ракет КС-1 «Комета». Оснащалась фугасной боевой частью, однако могла нести и ядерную БЧ мегатонного класса.
Предназначалась для поражения радиолокационно-контрастных морских целей типа крейсер водоизмещением не менее 10 тыс. тонн, а также наземных — железнодорожных мостов, плотин и др.

## Разработка
Ракета разработана в ОКБ-155-1 под руководством А. Я. Березняка. Жидкостный ракетный двигатель разработан КБ-300 А. М. Исаева. Система управления «Рубикон» разработки ОКБ-238. Опытное производство ракет осуществлялось на заводе № 256 в г. Дубне, серийное производство — на Смоленском заводе № 475.
Лётные испытания ракеты в составе комплекса К-16 начались в 1958 году, для чего Туполевское ОКБ-256 переоборудовало два самолёта Ту-16 оснастив их системой «Рубикон». Во время испытаний выполнено 22 полёта и 11 пусков как по морским, так и по наземным целям.
Ракетный комплекс К-16 был принят на вооружение в 1961 году. Несколько таких систем были приобретены Египтом. В 1968 году проведена доработка ракеты КСР-2 для обеспечения возможности пусков её с высот от 0,5 до 10 км. Доработанные ракеты получили индекс КСР-24 и включали новый двухрежимный ЖРД С5.6.0000.0 разработки КБХМ им. А. М. Исаева.

## Конструкция
Ракета КСР-2 сходна по схеме с ракетой КС-1 и конструктивно включала подобные агрегаты — крыло и оперение стреловидностью 65°, цельнометаллический сигарообразный фюзеляж но без воздухозаборника и менее в диаметре. Крыло складывалось при хранении и транспортировке ракеты. Основным материалом в конструкции служат алюминиевые сплавы, дюраль и сталь, а также пластмассы. Носовой радиопрозрачный обтекатель из двух слоёв стекловолокна с сотовым стеклопластиковым наполнителем.
Активная радиолокационная ГСН типа КС-2М, с дальностью захвата до 160 км.
За отсеком АРЛГСН находится отсек боевой части (БЧ), в который могла устанавливаться ядерная или фугасно-кумулятивная БЧ типа ФК-2. Последняя имела 681 кг взрывчатого вещества при общем весе 840 кг и пробивала 300-мм корабельную броню.
Затем в ракете располагались: бак окислителя ёмкостью 990 литров (1570 кг) и бак горючего на 630 л (530 кг). В качестве горючего применялся состав ТГ-02 («самин»). Окислитель АК-20И — 20 % раствор тетраоксида азота в концентрированной азотной кислоте с ингибитором коррозии. Топливо подавалось в двухрежимный ЖРД С2.721В (С5.6.000) турбонасосным агрегатом.
Между баками и двигателем расположен отсек аппаратуры с пневматическим автопилотом АП-72-4, ампульной серебряно-цинковой аккумуляторной батареей (рассчитанной на 500 сек. работы), блоками электроспецоборудования и воздушными баллонами.
ЖРД имел два режима работы — стартовый с тягой 1215 кгс и маршевый с тягой 710 кгс. После отцепки ракета просаживалась на 400—1200 метров, двигатель запускался на 7 секунде. На 40 секунде ЖРД переводился на маршевый режим и подключалась ГСН — ракета при этом уже летела в горизонте со скоростью 1250 км/ч. На удалении 15 км от цели происходила перенастройка ГСН и ракета переводилась автопилотом в пологое пикирование.
Модернизированная ракета КСР-2М предназначена для низковысотных пусков. Автопилот сокращал просадку ракеты после отцепки до 150—200 м. Ракета после запуска ЖРД плавно набирала высоту более высоты самолёта-носителя 500—800 м, затем переходя на наклонную траекторию с управлением от ГСН, при этом практическая дальность пуска не превышала 70-80 км.
На базе КСР-2 была разработана и применялась крылатая ракета-мишень КРМ-2.
Носителем ракеты КСР-2 являлись переоборудованные и доработанные ракетоносцы Ту-16КС (50 машин) и бомбардировщики Ту-16А (155 машин). Доработанный ракетоносец получил индекс Ту-16КСР-2. В дальнейшем были доработаны под КСР-2 и близкую по конструкции КСР-11 ещё 156 бомбардировщиков, а также носители ракет КС-1 (Ту-16КС), спасатели Ту-16С (в Ту-16К-11-16). Всего под комплексы К-11 и К-16 прошёл доработку 441 самолёт, из которых 211 несли службу в Дальней авиации и 230 — в Морской.

## Модификации
- КСР-11 (КСР-2П) — противорадиолокационная ракета с пассивной РЛГСН 2ПРГ-11, создана на базе КСР-2, и во многом ей идентична.
- КРМ-2 (МВ-1) — ракета-мишень, принята в эксплуатацию в 1966 году, с различными двигательными установками, дальностью до 376 км.

## Тактико-технические характеристики
- Длина: 8,59-8,65 м
- Диаметр: 1,0-1,22 м
- Высота ракеты: 1,75 м
- Размах крыла: 4,6 м
- Стартовый вес: 4,077 т
- Скорость полёта: 1250 км/ч (0,9М — 1,2М)
- Дальность стрельбы: 170—220 (70-150) км
- Высота полета: 1,5-10 км
- Высота применения: до 9 (1,5-10) км
- Система наведения: ИНС + АРЛГСН КС-11М
- Боевая часть: масса БЧ до 684 кг
  - Ядерная — 1 Мт,
  - Фугасно-кумулятивная — ФК-2, 850 кг
  - Фугасно-осколочная с активной оболочкой — ФК-2Н
- Двигатель: ЖРД С2.72
  - Топливо: ТГ-02 «Самин»
  - Окислитель: АК-20Ф
- Тип ПУ: БД-352
- Самолёт-носитель: Ту-16К-11-16, Ту-16К-26, Ту-16К-26П, Ту-16КСР-2-5

## Боевое применение

### Война Судного дня
Ракетоносцы Ту-16К-11-16 36-й эскадрильи 403-й бомбардировочной бригады генерала Мохаммеда Османа Эль Генди египетских ВВС выпустили в общей сложности 25 ракет КСР-2 и КСР-11 во время Войны Судного дня в октябре 1973 года, из которых двадцать, по израильским данным, были сбиты и только пять поразили цели — две РЛС и склад снабжения.

## Эксплуатанты
Египет
 Ирак
 СССР

## Где посмотреть
Учебный вариант ракеты — КСР-2УД можно увидеть в экспозиции Музея Дальней Авиации на авиабазе Энгельс (Саратовская область).
Также, экземпляр КСР-2 экспонируется в Авиационно-техническом музее в г. Луганске.

## Список литературы
- Ангельский Р. «Кельты» рвутся к Палестине. Ракета КСР-2 для Ту-16 // Крылья Родины. — М., 1998. — № 09. — С. 13—16. — ISSN 0130-2701.
- Первов М. Отечественное ракетное оружие 1946-2000. — Москва: АКС-Конверсалт, 1999. — С. 71. — 141 с.
- Широкорад А. Б. История авиационного вооружения. Краткий очерк / Под общей ред. А. Е. Тараса. — Минск: Харвест, 1999. — С. 310—314. — 560 с. — (Библиотека военной истории). — 11 000 экз. — ISBN 985-433-695-6.